# Sân bay quốc tế Kazan
Sân bay quốc tế Kazan (Tatar: Qazan Xalıqara Hawalimanı, tiếng Nga: Международный аэропорт Казань; IATA: KZN, ICAO: UWKD) là một sân bay ở Tatarstan, Nga, cách Kazan 25 km về phía đông nam. Sân đỗ có thể chứa 20 chiếc máy bay. Ngoài sân bay này, Kazan còn có Sân bay Kazan 2 gần thành phố này.

## Các hãng hàng không và các tuyến điểm
- Aeroflot (Moscow-Sheremeteyevo)
- Lufthansa (Frankfurt)
- Dalavia (St. Petersburg, Khabarovsk, Novosibirsk)
- KD Avia (Kaliningrad)
- Kuban Airlines (Surgut, Krasnodar)
- S7 Airlines (Moscow-Domodedovo, Sharm-El-Sheikh)
- Sky Express (Moscow-Vnukovo)
- Tatarstan Airlines (Dushanbe, Istanbul-Ataturk, Khudzhand, Mineralniye Vodi, Taba, Sharm-El-Sheikh, Khurgada, Barcelona, Dubai, Moscow-Domodedovo, Moscow-Sheremetyevo, Nizhnekamsk, Novokuznetsk, St. Petersburg, Tashkent)
- Turkish Airlines (Istanbul-Ataturk, Antalya)
- Uzbekistan Airways (Fergana, Tashkent, Samarkand)
- UTair (Moscow-Vnukovo, St. Petersburg)
- Bugulma Air Enterprise (Bugulma, Yekaterinburg)
- Kazan Air Enterprise (Ufa)
- Rossiya Airlines (Sharm-El-Sheikh)

## Tai nạn và sự cố
Ngày 17/11/2013, chuyến bay 363 của Tatarstan Airlines rơi khi cố gắng hạ cánh không thành công ở sân bay này. Máy bay bốc cháy và khiến 50 người trên máy bay thiệt mạng.